# Ülker Sports Arena
Ülker Sports and Event Hall is een multifunctionele binnenarena die zich in Ataşehir, Istanbul, Turkije bevindt. De arena is eigendom van en wordt geëxploiteerd door Fenerbahçe SK. De arena heeft een capaciteit van 15.000 mensen voor concerten en 13.059 voor basketbalwedstrijden. De arena heeft nationale en internationale sportevenementen georganiseerd, zoals basketbal, volleybal, worstelen en gewichtheffen; evenals concerten en congressen.

## Geschiedenis
Ülker Sports Arena werd ingehuldigd op 25 januari 2012, met de Fenerbahçe versus EA7 Emporio Armani spel in de EuroLeague 2011-12 seizoen Top 16 fase. Fenerbahçe's kleine aanvaller Marko Tomas scoorde de eerste punten in de arena, met een 2-punts jump shot, tijdens de wedstrijd tegen EA7 Emporio Armani. De basketbalafdelingen van Fenerbahçe SK , Fenerbahçe Herenbasketbal en Fenerbahçe Damesbasketbal, spelen momenteel hun thuiswedstrijden in de arena.

## Concerten en evenementen
2012
- 27 april, Mister Universe 2012 Pageant
- 19 september trad Leonard Cohen op tijdens zijn Old Ideas World Tour
- 22 september – 14 oktober, Alegría (Cirque du Soleil)
- 16-17 november, Jennifer Lopez als onderdeel van haar Dance Again World Tour

2013
- 23 februari, WWE RAW Wereldtournee
- 15-17 maart, Michael Jackson: The Immortal World Tour
- 6 april, Glory kickboksen
- 27 april, Mark Knopfler als onderdeel van Privateering Tour
- 3-12 mei, We Will Rock You (musical) als onderdeel van We Will Rock You: 10th Anniversary Tour
- 7 september, Music Bank World Tour